# DMP Records
DMP Records oder Digital Music Products war ein amerikanisches Jazzlabel, das bis 2001 aktiv war. Das 1982 von Tom Jung in Stamford, USA, gegründete Label hat digitale Zweispuraufnahmen veröffentlicht, die auf nachträgliches Abmischen, Overdubbing und andere Manipulationen verzichteten. Auf dem Label wurden Aufnahmen von Flim & the BB’s Bob Mintzer, Warren Bernhardt, Jay Leonhart, Dick Oatts, Lynne Arriale, Joe Beck, Ali Ryerson, Chuck Loeb, Joe Morello und weiteren Musikern veröffentlicht.